# Lobophora magnoliatoidata
Lobophora magnoliatoidata är en fjärilsart som beskrevs av Dyar 1904. Lobophora magnoliatoidata ingår i släktet Lobophora och familjen mätare. Inga underarter finns listade i Catalogue of Life.

## Bildgalleri

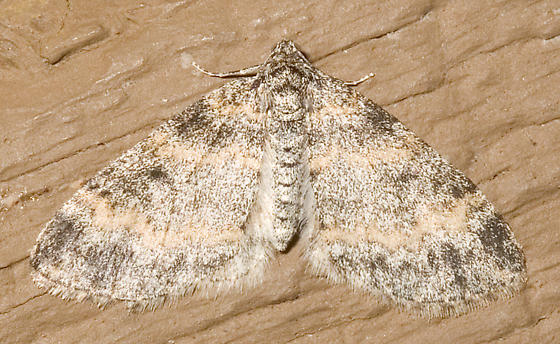